# Kanton Autun-Nord
Autun-Nord is een voormalig kanton van het Franse departement Saône-et-Loire. Het kanton maakte deel uit van het arrondissement Autun. Het werd opgeheven bij decreet van 18 februari 2014, met uitwerking op 22 maart 2015.
Alle gemeenten werden opgenomen in het dan nieuw gevormde kanton Autun-1, voor Autun zelf gaat het evenwel niet geheel om hetzelfde deel.

## Gemeenten
Het kanton Autun-Nord omvat de volgende gemeenten:
- Autun (deels, hoofdplaats)
- Dracy-Saint-Loup
- Monthelon
- Saint-Forgeot
- Tavernay